# Omurano
Mainan (Omurano, Humurano).- nezavisna jezična porodica američkih Indijanaca, tako nazvana po plemenu Mainas. Porodica nastava područje u sjeveroistočnom Peruu na sjevernoj strani Marañóna, između donje Pastaze i Tigre, pa na jug do Samirie i donje Huallage. Mainan Indijanci su sjedilačko agrikulturno stanovništvo, dobri lončari i tekstilci, ali poznati i po uzimanju trofeja glave, kao što su to radili Jívarosi. Od njihove izvorne kulture malo se sačuvalo. 
Porodica Mainan obuhvaća jezike i plemena Zapa, Pinche (Taushiro; vode se ponekad samostalno) i Roamaina ili kao dio porodice Zaparoan. 

## Vanjske poveznice
- Maina Indians